# 삼바르
삼바르(힌디어: सांभर)는 남인도 및 스리랑카에 사는 드라비다인들의 요리로, 렌즈콩과 여러 가지 채소를 타마린드 맛국물에 끓여 내는 음식이다. 커리의 일종으로, 쌀밥, 이들리, 도사 등에 곁들여 먹는다.

## 이름
"삼바르"라는 말은 타밀어 "삼바르(சாம்பார்)"에 그 기원을 둔다. 말라얄람어 "삼파르(സാമ്പാർ)"와 텔루구어 "삼바루(సాంబారు)"도 동원어이며, 칸나다어에서는 삼바르가 "훌리(ಹುಳಿ)"라 불린다.

## 사진 갤러리

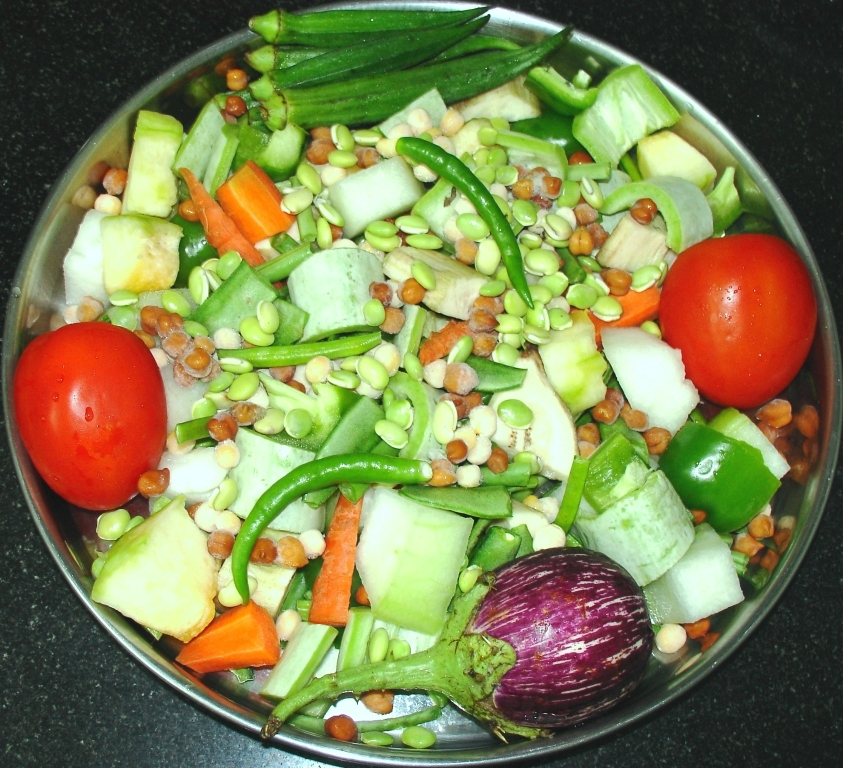
삼바르 재료
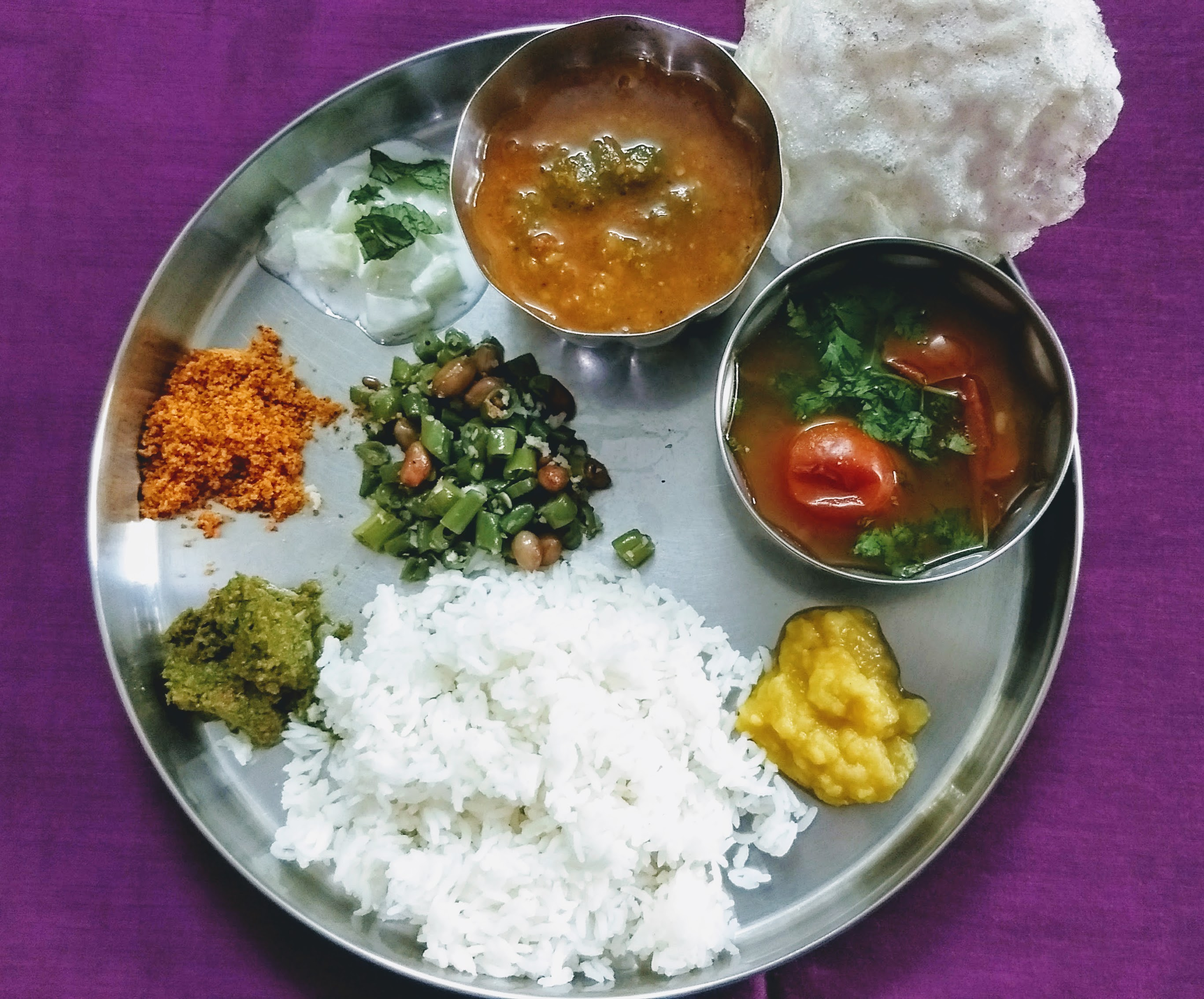
삼바르와 라삼을 곁들인 남인도식 탈리
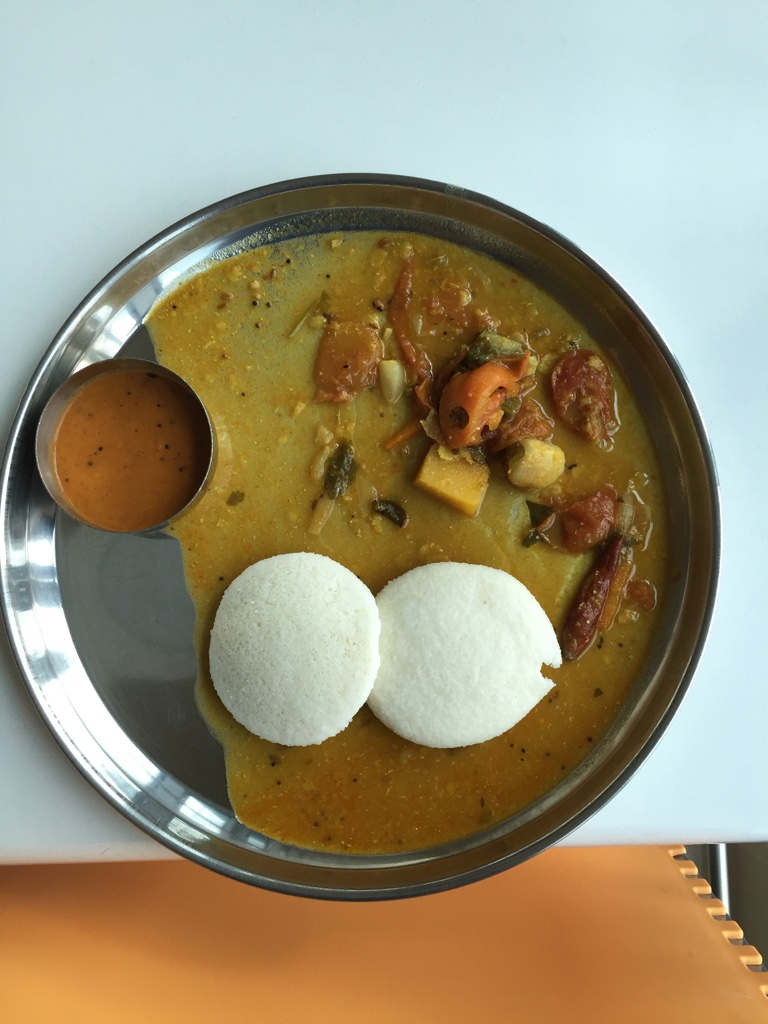
삼바르를 곁들인 이들리
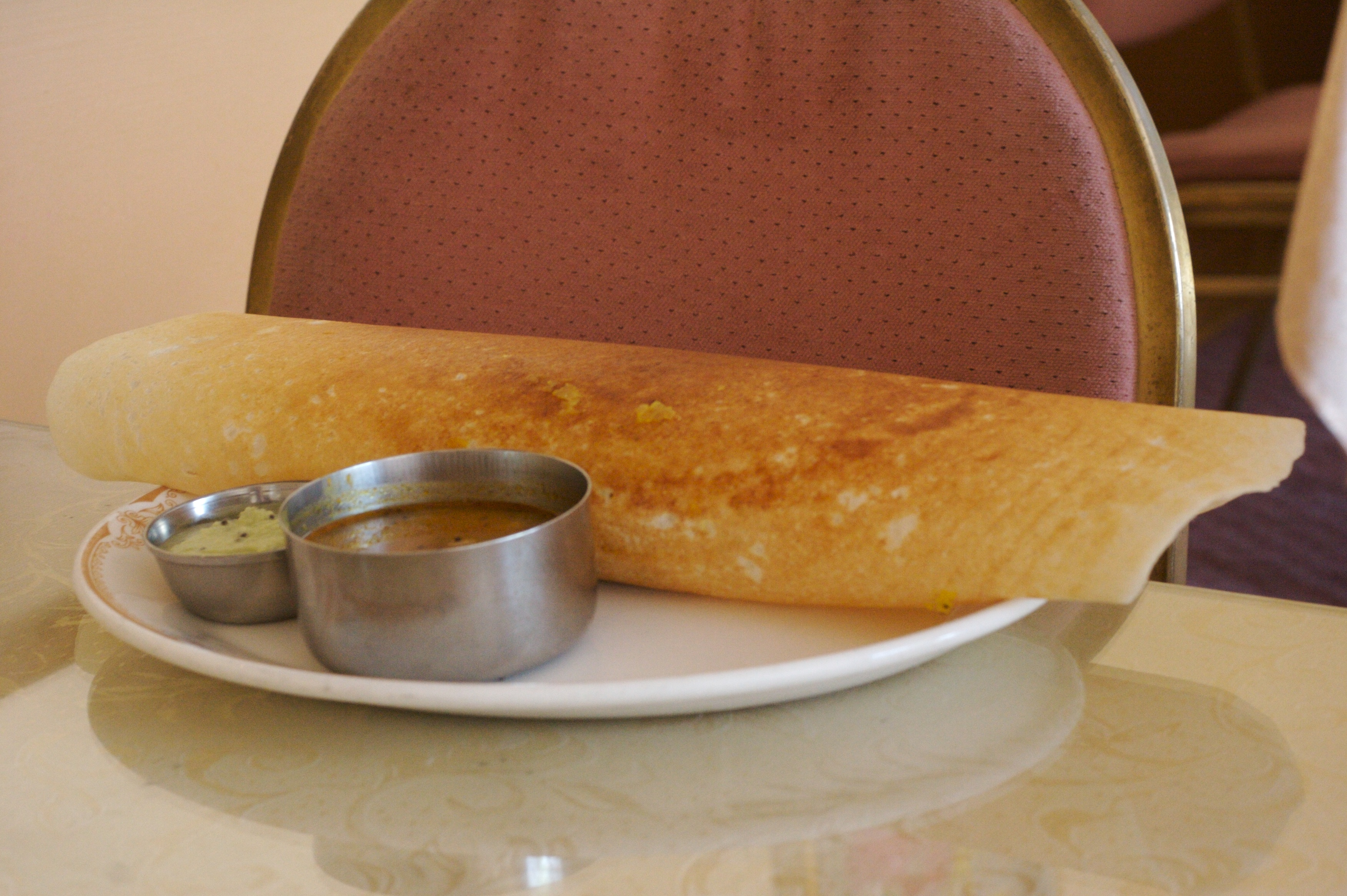
삼바르를 곁들인 도사

## 같이 보기
- 라삼
- 쿠람부